# 愛ある世界へ
「愛ある世界へ」（あいあるせかいへ、Show You the Way to Go）は、ジャクソンズの楽曲。

## 概要
ジャクソンズになってから初のスタジオ・アルバム『ザ・ジャクソンズ・ファースト〜僕はゴキゲン』からのシングルカットである。イギリスでは、グループにとって唯一となるシングルチャート1位を記録。

## チャート
| チャート (1977年)             | 最高位 |
| ----------------------------- | ------ |
| カナダ (RPM)                  | 52     |
| アイルランド (IRMA)           | 5      |
| イギリス (OCC)                | 1      |
| US Billboard Hot 100          | 28     |
| US R&B (Billboard)            | 6      |
| US キャッシュボックス Top 100 | 45     |

| チャート (1977年)      | 順位 |
| ---------------------- | ---- |
| イギリス (OCC)         | 28   |
| 全米 Billboard Hot 100 | 171  |

## ダニー・ミノーグによるカバー
1992年にはダニー・ミノーグによるカヴァー・バージョンが発表され、チャリティ・アルバム『Ruby Trax』に収録されたのち、ミノーグの2枚目のスタジオ・アルバム『ゲット・イントゥ・ユー』にも収録された。

### 収録曲
1. ショウ・ユー・ザ・ウェイ・トゥ・ゴー　(7インチ・ヴァージョン)
2. サクセス (Eスムーヴ・グルーヴィー・12インチ)
3. ショウ・ユー・ザ・ウェイ・トゥ・ゴー (エクステンディッド・ヴァージョン)
4. サクセス (モーリセス・ダブ)

### チャート
| チャート (1992年)      | 最高位 |
| ---------------------- | ------ |
| オーストラリア (ARIA)  | 104    |
| UK シングルス (OCC)    | 30     |
| UK ダンス (Music Week) | 38     |